# Mercurio Volante

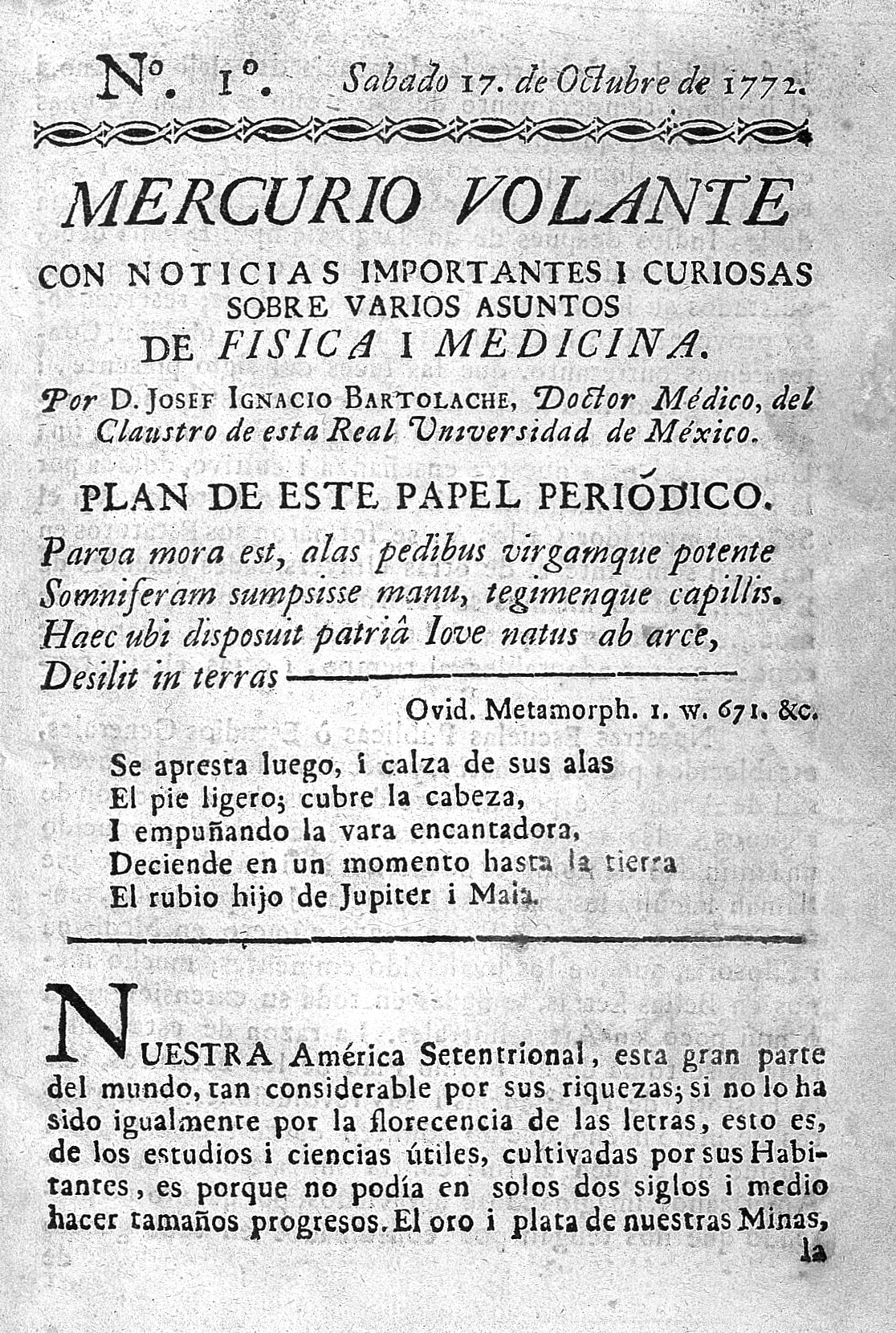
Primera edición del Mercurio Volante

El Mercurio Volante, cuyo título completo fue Mercurio Volante, con noticias importantes y curiosas sobre varios asuntos de física y medicina, fue un periódico médico publicado en los años 1772 y 1773 en el Virreinato de Nueva España. Fue dirigido por el doctor José Ignacio Bartolache. Es considerado el primer periódico médico producido en las Américas y tuvo una línea editorial enfocado en temática científica. A pesar de tener el mismo nombre, el Mercurio Volante del intelectual novohispano Carlos de Sigüenza y Góngora, publicado en 1693, no es el mismo del publicado por Bartolache.
El primer número del Mercurio Volante salió el 17 de octubre de 1772 y el último el 10 de febrero de 1773. En total, se publicaron 16 números con una periodicidad casi semanal. Fue dedicada al virrey de Nueva España, Antonio María de Bucareli y Ursúa. El periódico dejó de publicarse debido a que Bartolache tuvo dificultades con la impresión y los costos.